# Pavelsko, Smolean
Pavelsko (în bulgară Павелско) este un sat în comuna Cepelare, regiunea Smolean,  Bulgaria. 

## Demografie
Componența etnică a satului Pavelsko
     Bulgari (97,58%)
     Nicio identificare (2,41%)
     Altele (0%)
La recensământul din 2011, populația satului Pavelsko era de 663 locuitori. Din punct de vedere etnic, majoritatea locuitorilor (97,58%) erau bulgari. Pentru 2,41% din locuitori nu este cunoscută apartenența etnică.